# ورزشگاه هویش پارک
ورزشگاه هویش پارک (به انگلیسی: Huish Park) نام ورزشگاه اختصاصی باشگاه یئوویل تاون است که در شهر یئوویل در شهرستان سامرست در کشور انگلستان واقع شده است.
این ورزشگاه از سال ۱۹۹۰ زمین خانگی باشگاه یئوویل تاون می باشد. ظرفیت این ورزشگاه ۹٬۵۶۵ نفر است .
ورزشگاه هویش پارک هفتاد و نهمین ورزشگاه بزرگ در انگلستان می باشد.

## نگارخانه

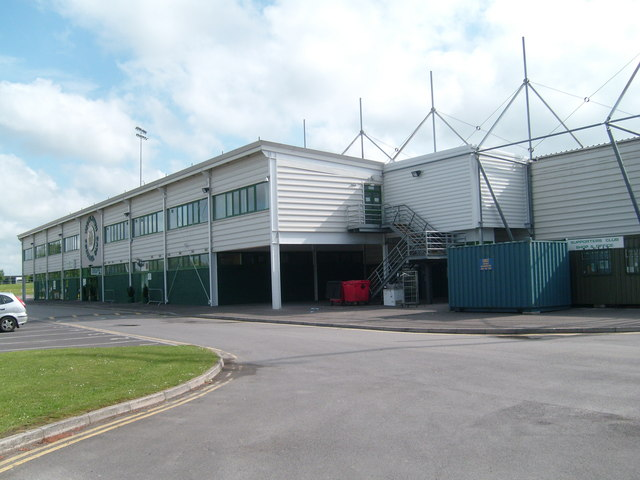
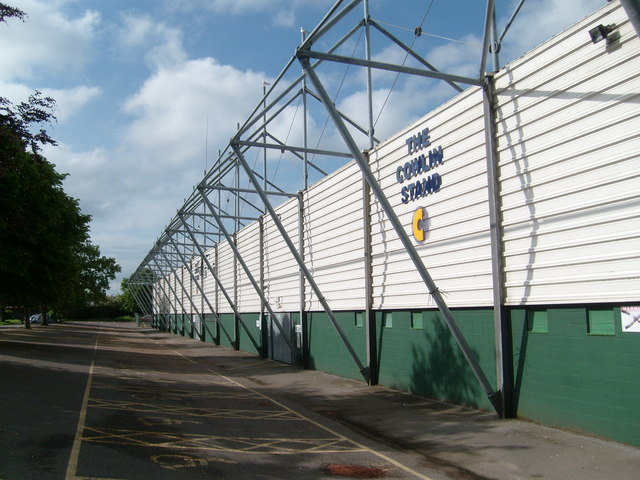
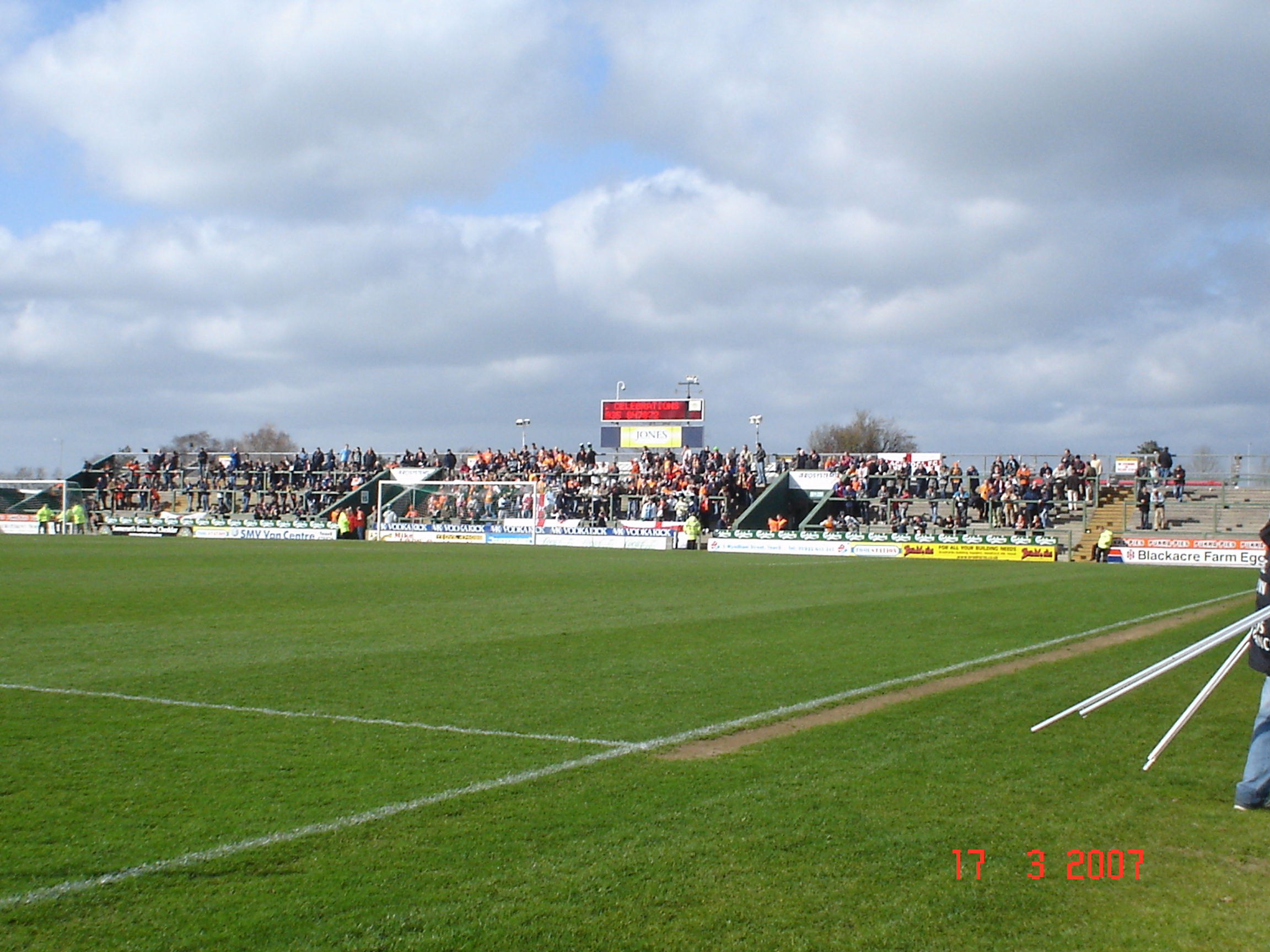
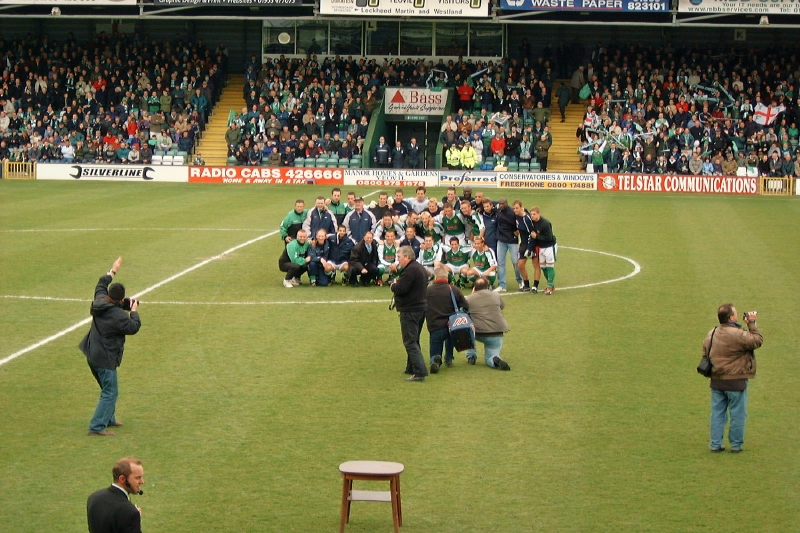